# 女子喧嚷物語
「女子喧嚷物語」（女子かしまし物語）是日本的女子偶像組合「早安少女組。」的第24张单曲，於2004年7月22日由zetima发售。

## 概要
- 「女子喧嚷物語」是早安少女組。四期成員辻希美和加護亞依的畢業單曲。
- 「女子喧嚷物語」的歌詞部份加插成員的名字，次序為石川梨華→藤本美貴→高橋愛→道重沙由美→辻希美→加護亞依→小川麻琴→田中麗奈→飯田圭織→矢口真里→吉澤瞳→紺野朝美→新垣里沙→龜井繪里
- 此單曲有2個版本，分別是「初回生産限定盤」和「CD ONLY」。
- 原版歌曲長度接近6分鐘，為早安少女組。目前所有單曲主打歌中最長的。也是唯一一首會在歌詞本上記載成員唱段分配的歌曲。
- 在8月2日於公信榜单曲週排行榜取得第3位。

## 收錄内容

### CD
1. 女子喧嚷物語
（作詞・作曲：淳君 編曲：鈴木Daichi秀行）
2. 加油 日本 足球 戰鬥!（がんばれ 日本 サッカー ファイト!）
（作詞・作曲：淳君 編曲：小西貴雄）
3. 女子喧嚷物語 (Instrumental)

## 派生版本
隨着成員畢業、離隊，以及新成員加入，「女子喧嚷物語」的歌詞內容隨之改變：
- 「女子喧嚷物語2」：隨着成員辻希美和加護亞依畢業，以十二人形式演唱，收錄在第6枚原創專輯「愛的第6感」。歌詞改為由所介紹的成員本人演唱，成員名字則是由淳君本人讀出。
- 「女子喧嚷物語3」：成員飯田圭織、石川梨華畢業和矢口真里離隊、七期成員久住小春加入後的十人版本，收錄在第7枚原創專輯「Rainbow 7」。
- 「女子喧嚷物語（2009 Ver.）」：八期成員光井愛佳、純純和琳琳加入後的九人版本，於「早安少女組。 Concert Tour 2009秋 ～Nine Smile～」裏演唱。
- 「女子喧嚷物語（2011夢幻。Ver.）」：由夢幻早安少女組。主唱，收錄在第1枚原創專輯「夢幻。①」。
- 「女子喧嚷物語（2012 Ver.）」：九期成員譜久村聖、生田衣梨奈、鞘師里保、鈴木香音和十期成員飯窪春菜、石田亞佑美、佐藤優樹、工藤遙加入後的十二人版本，於「早安少女組。 Concert Tour 2012春 ～Ultra Smart～ 新垣里沙 光井愛佳 畢業Special」裏演唱。
- 「女子喧嚷物語（早安少女組。'15 Ver.）」：十一期成員小田櫻和十二期成員尾形春水、野中美希、牧野真莉愛、羽賀朱音加入後的十三人版本，於「早安少女組。'15 Concert Tour 2015 春～GRADATION～ 」裏演唱。其中介紹野中的歌詞改由Alisa K使用英語寫作。
- 「女子喧嚷物語（早安少女組。'17 Ver.）」：十三期成員加賀楓、橫山玲奈和十四期兼任成員森戶知沙希加入後的版本，收錄在第15枚原創專輯「⑮ Thank you, too」。在森戶兼任前以女子喧嚷物語（早安少女組。'17 春巡 Ver.）為歌名演唱，工藤遙畢業後的2018年春季演唱會中又改為女子喧嚷物語（早安少女組。'18 Ver.）演唱。
- 「女子喧嚷物語（早安少女組。'21 Ver.）」：十五期成員北川莉央、岡村譽和山崎愛生加入後的版本，收錄在第70枚單曲「Teenage Solution / 希望能被你寵溺 / 節奏行星」初回生產限定盤SP。因為介紹野中的歌詞改回日語，全曲改回由淳君寫作。